# Disharmonium — Undreamable Abysses
| Оценки критиков | Оценки критиков |
| Источник        | Оценка          |
| --------------- | --------------- |
| AllMusic        | [ 3 ]           |
| Sputnikmusic    | [ 4 ]           |
| metal.de        | [ 5 ]           |
| Metal Storm     | [ 6 ]           |

Disharmonium — Undreamable Abysses — четырнадцатый студийный альбом французской блэк-метал-группы Blut Aus Nord, выпущенный 20 мая 2022 года на лейбле Debemur Morti Productions.
В конце 2021 года группа объявила о завершении работы над новым полноформатным альбомом, а 18 марта 2022 года был выпущен сингл «That Cannot Be Dreamed», а также стало известно название альбома. Альбом вышел 20 мая на лейбле Debemur Morti Productions.
27 декабря 2021 года в своём Facebook основатель группы Виндсвал сообщил о том, что запись, сведение и мастеринг нового альбома завершены. Спустя три с половиной месяца, 18 марта 2022 года, вышел сингл «That Cannot Be Dreamed». Джон Розенталь из журнала Decibel пишет, что альбом работает в ретроспективе, смотря на картину в целом и черпая энергию из разных эпох Blut Aus Nord. «Гипнотизирующая семиминутная композиция безжалостно затягивает слушателя в пучину жутких мелодий и диссонансного шума», — пишет сайт Lambgoat. Грег Кеннелти из Metal Injection назвал песню «немного пугающей». 20 апреля вышел второй сингл «Tales Of The Old Dreamer». Видео к нему создал Габриэле Панчи.
Альбом был записан и смикширован Виндсвалом в студии Earthsound. Мастерингом занялся Бруно Вареа в студии Upload. Мацей Камуда разработал обложку и оформление.

## Список композиций
| №                   | Название                          | Длительность |
| ------------------- | --------------------------------- | ------------ |
| 1.                  | «Chants Of The Deep Ones»         | 7:40         |
| 2.                  | «Tales Of The Old Dreamer»        | 6:29         |
| 3.                  | «Into The Woods»                  | 6:44         |
| 4.                  | «Neptune’s Eye»                   | 5:57         |
| 5.                  | «That Cannot Be Dreamed»          | 6:51         |
| 6.                  | «Keziah Mason»                    | 6:17         |
| 7.                  | «The Apotheosis Of The Unnamable» | 6:16         |
| Общая длительность: | Общая длительность:               | 46:14        |